# Джордж і незламний код
«Джо́рдж і незла́мний ко́д» (англ. George and the Unbreakable Code) — дитячий науково-фантастичний роман, написаний відомим фізиком-теоретиком Стівеном Гокінґом та його донькою Люсі Гокінґ. Є четвертою книгою серії «Джордж», наступна після Джордж і Великий вибух, перед Джордж і блакитний супутник.